# Albert Lauterbach
Albert Lauterbach (geboren 24. Juni 1904 in Wien, Österreich-Ungarn; gestorben Juni 1986 in Wien) war ein austroamerikanischer Ökonom.

## Leben
Albert Lauterbach studierte Volkswirtschaft an der Universität Wien und wurde 1925 promoviert. Von 1926 bis 1929 war er Bankangestellter bei der Escompte-Gesellschaft. Ab 1927 unterrichtete er daneben an der Volkshochschule Wien und war auch als Referent in der Bildungszentrale der Sozialdemokratischen Arbeiterpartei (SDAP) tätig. Nach deren Verbot im österreichischen Ständestaat war er ab 1936 Mitteleuropakorrespondent der britischen Tageszeitung Financial News. Er übersetzte für die Internationale Arbeitsorganisation (ILO) in Genf. 
Lauterbach emigrierte nach dem Anschluss Österreichs 1938 in die USA. Er arbeitete als Assistent an verschiedenen Universitäten und wurde 1943 bis 1972 Professor für Politische Ökonomie am Sarah Lawrence College in Bronxville. In den folgenden Jahren hatte er wiederholt Gastprofessuren und Forschungsaufenthalte in Lateinamerika und forschte zur Entwicklungsökonomie.  

## Schriften (Auswahl)
- Weltwirtschaft und Staatenpolitik. Wien: Wiener Volksbuchhandlung, 1930
- Warum international? Der Klassenkampf im Zeitalter der Weltwirtschaft. Wien: Wiener Volksbuchhandlung, 1932.
- Der Kampf gegen die Krise: Wirtschaftsexperimente der Staaten. Wien 14, Storchengasse 24: R. Harand, 1936.
- Economic security and individual freedom: Can we have both? Ithaca, NY: Cornell Univ. Press, 1948.
  - Planung und Freiheit : Wirtschaftliche Sicherheit und individuelle Freiheit. Übersetzung Bettina Hirsch. Wien: Verl. d. österr. Gewerkschaftsbundes, 1950.
- Man, motives, and money. Psychological Frontiers of Economics. Ithaca, 1954.
  - Mensch – Motive – Geld: Untersuchungen zur Psychologie des wirtschaftlichen Handelns. Übersetzung Ingeborg Lörcher, Klaus Holtzhauer. Düsseldorf: Ring-Verlag, 1957.
- George Katona, Albert Lauterbach, Stanley Steinkamp: Business looks at banks: a study of business behavior. Ann Arbor: Univ. of Michigan Pr., 1957.
- Psychologie des Wirtschaftslebens. Rowohlts deutsche Enzyklopädie, Band 143, 1962.
- Kapitalismus und Sozialismus in neuer Sicht. Rowohlts deutsche Enzyklopädie, Band 173, 1963.
- Enterprise in Latin America : business attitudes in a developing economy. Ithaca, NY: Cornell Univ. Press, 1966.
- Gerard Braunthal, Manfred J. Holler (Hrsg.): The odyssey of rationality. München: Accedo, 1989.